# Marco Andretti
Marco Andretti, född 13 mars 1987 i Nazareth, Pennsylvania, är en amerikansk racerförare, son till Michael Andretti och sonson till Mario Andretti.

## Racingkarriär
Andretti kör i IndyCar Series för Andretti Autosport, där hans far är delägare. Han är den yngsta föraren som stått på pallen i Indianapolis 500, vilket han gjorde med en andraplats 2006. Andretti var mycket nära att vinna tävlingen, men gjorde ett mindre misstag i den näst sista kurvan, vilket tillät Sam Hornish Jr. att slipstreama sig förbi honom de sista hundra meterna. Han kom att vinna på Sears Point senare under 2006. Andrettis andra seger kom 2011 på Iowa Speedway.

## IndyCar

### Segrar
| Nr | Bana        | År   |
| -- | ----------- | ---- |
| 1  | Sears Point | 2006 |